# Cabreros del Río
Cabreros del Río település Spanyolországban, León tartományban. Lakosainak száma 408 fő (2024).

## Földrajza
Cabreros del Río Campo de Villavidel, Corbillos de los Oteros, Villanueva de las Manzanas, Cubillas de los Oteros, Fresno de la Vega, Villamañán és Ardón községekkel határos.

## Népesség
A település lakosságának változását az alábbi diagram mutatja:
| Lakosok száma | 585  | 523  | 498  | 484  | 460  | 437  | 421  | 413  | 403  | 408  |
|               | 2001 | 2004 | 2007 | 2009 | 2012 | 2014 | 2017 | 2019 | 2022 | 2024 |